# SJM Holdings

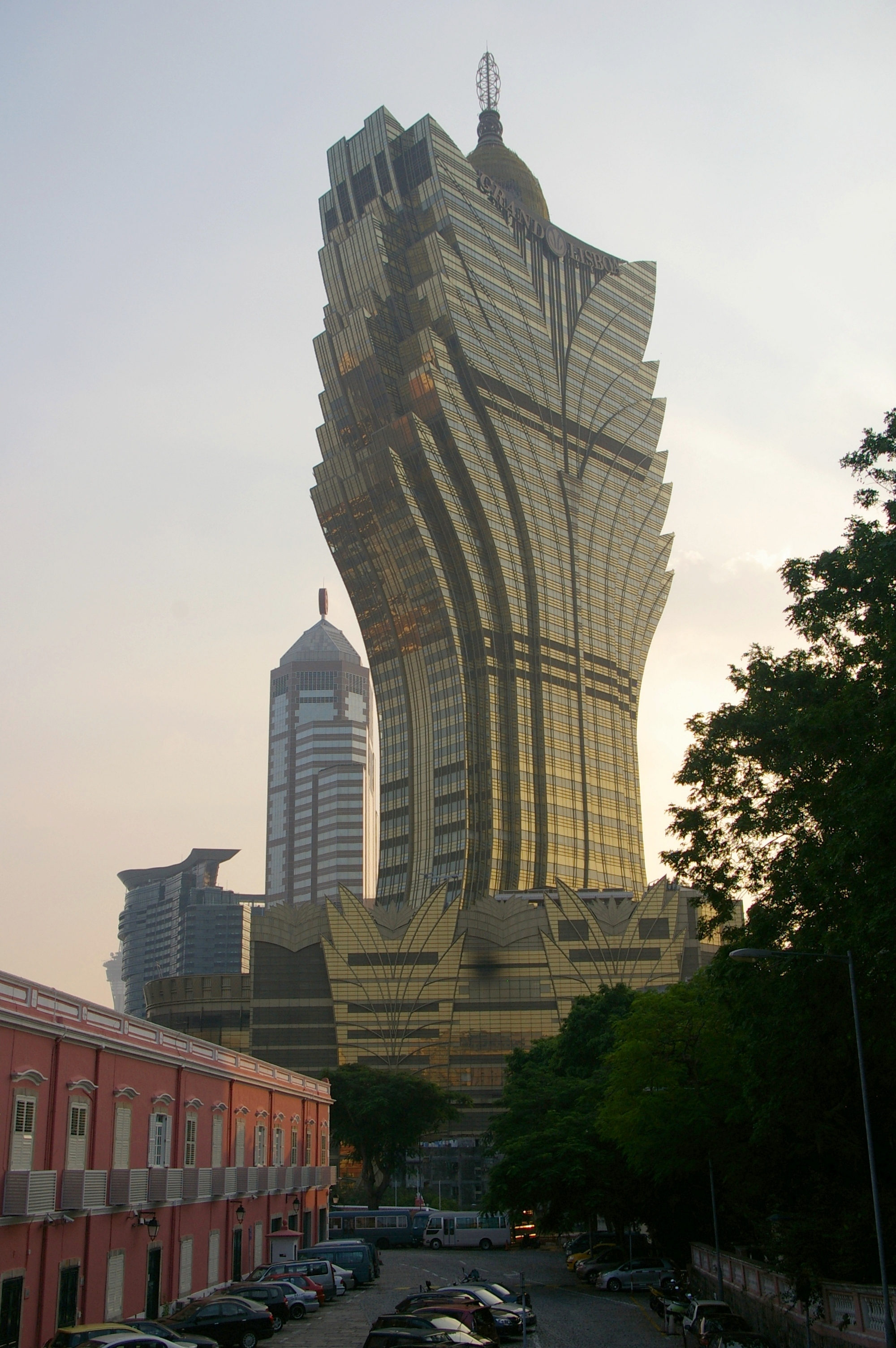
Grand Lisboa — флагман игорной империи SJM Holdings

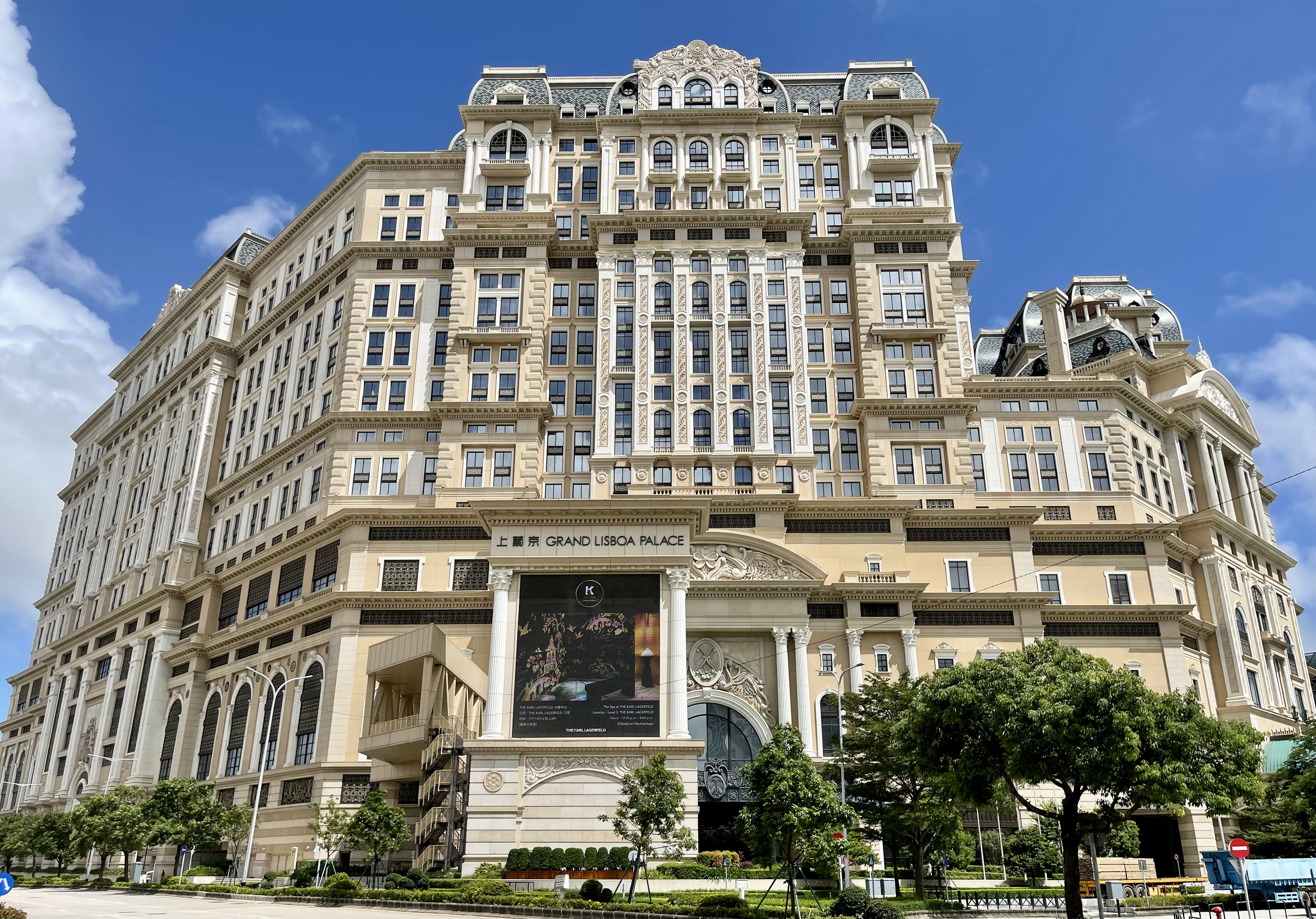
Отель Grand Lisboa Palace

SJM Holdings (Sociedade de Jogos de Macau Holdings) — гонконгская компания, работающая в сфере игорного бизнеса, гостиничного бизнеса и общественного питания. Действует в качестве инвестиционного холдинга через филиал Sociedade de Jogos de Macau. Является ядром и крупнейшим активом многопрофильной группы Sociedade de Turismo e Diversões de Macau (STDM). Основными владельцами бизнес-империи SJM Holdings / STDM являются миллиардер Стэнли Хо и его ближайшие родственники. 
По состоянию на 2014 год рыночная стоимость SJM Holdings составляла 16,5 млрд долл., выручка — 11,3 млрд долл., в компании работало 21,4 тыс. человек. Штаб-квартира расположена в Гонконге (в небоскрёбе Международный финансовый центр 1), основные активы — в Макао. SJM Holdings является крупнейшим оператором игорного бизнеса в Макао по числу казино и получаемым доходам, а также единственным оператором, имеющим местные корни. Котируется на Гонконгской фондовой бирже.
К концу 2014 года SJM Holdings входила в большую тройку игорных компаний Макао, уступая только Galaxy Entertainment Group и Las Vegas Sands.  

## История
Компания Sociedade de Turismo e Diversões de Macau (STDM) основана в 1962 году Стэнли Хо (Хо Хунсань), Тедди Ипом (Ип Таклэй), Ип Хоном (Ип Хонь) и Генри Фоком (Фок Интун), позже ставшими крупными игорными магнатами. В 1982 году Тедди Ип продал свою долю в компании гонконгскому бизнесмену Чэн Ютуну, основателю группы New World Development. До 2002 года STDM обладала монополией на занятие игорным бизнесом в Макао (после этого власти Макао стали выдавать лицензии иностранным, преимущественно американским операторам казино). SJM Holdings основан в 2006 году (компания является одним из шести операторов, имеющих лицензию властей Макао на ведение игорного бизнеса в этом специальном административном районе Китая). В 2008 году, после длительных судебных тяжб между Стэнли Хо и его сестрой Винни, Sociedade de Jogos de Macau смогла выйти на Гонконгскую фондовую биржу.
По состоянию на 2011 год основными владельцами STDM были Стэнли Хо (через компанию Lanceford Company Limited) — 31,6 %, Генри Фок (через Henry Fok Ying Tung Foundation) — 27 %, Shun Tak Holdings (также входит в орбиту интересов Стэнли Хо) — 11,5 %, Чэн Ютун — 10 %, Винни Хо — 7 % и другие — 12,9 %.

## Структура компании

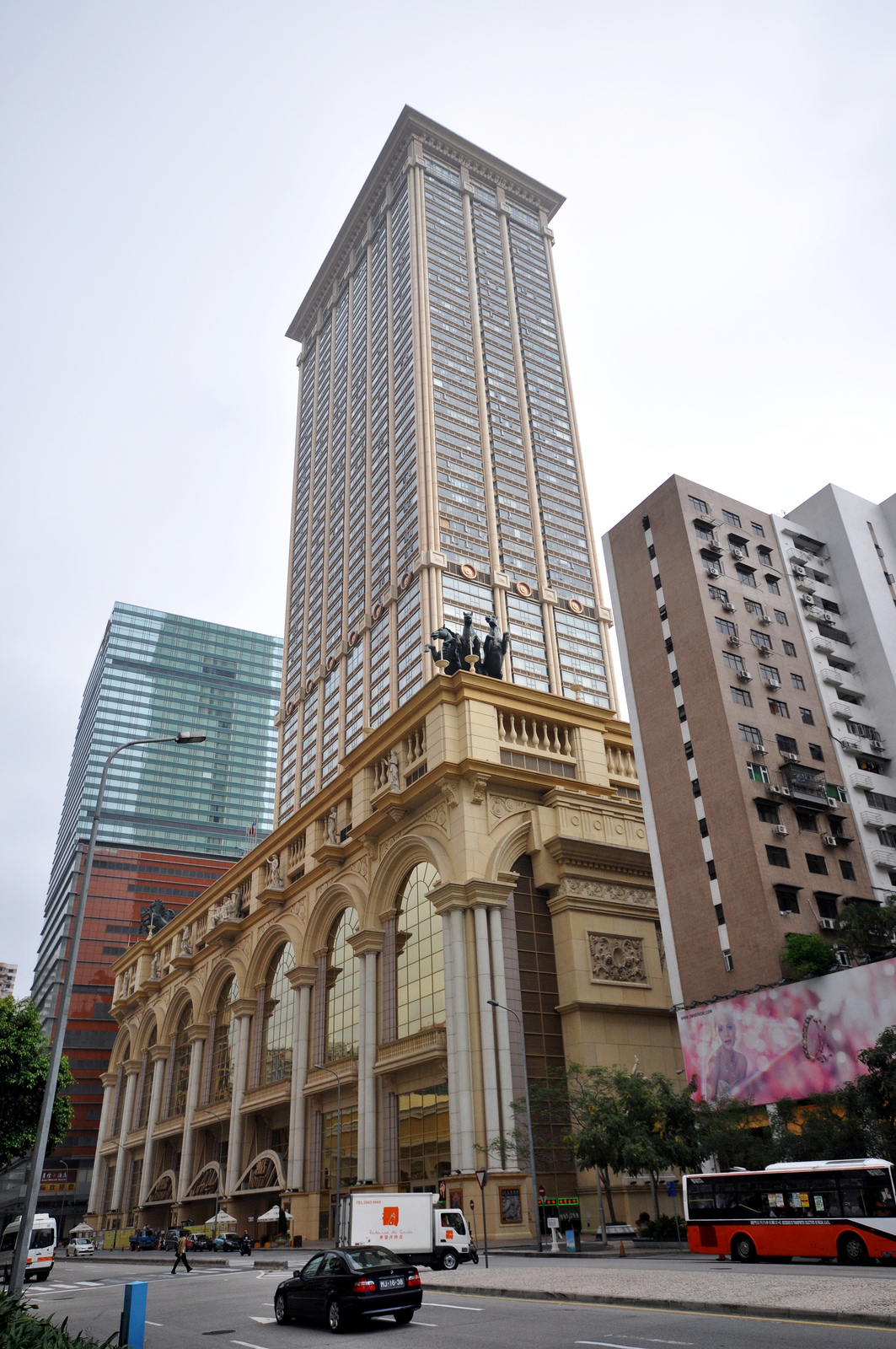
Casino L'Arc Macau

В структуру SJM Holdings входят следующие казино Макао: 
- Casino Grand Lisboa
- Casino L'Arc Macau
- Casino Fortuna
- Casino Lisboa
- Casino Grandview
- Casino Oceanus at Jai Alai
- Casino Golden Dragon
- Casino Ponte 16
- Casino Greek Mythology
- Casino Babylon
- Casino Jimei
- Casino Casa Real
- Casino Kam Pek Paradise
- Casino Club VIP Legend
- Casino Lan Kwai Fong
- Casino Diamond
- Casino Emperor Palace
- Casino Macau Jockey Club

Также SJM Holdings полностью принадлежит отели Grand Lisboa и Grand Lisboa Palace, 51 % доля в отеле Sofitel Macau at Ponte 16.
Кроме того, Sociedade de Turismo e Diversões de Macau (STDM) имеет интересы в сети казино в Португалии, гонконгской группе Shun Tak Holdings (транспортные услуги, в том числе паромные, автобусные и вертолётные перевозки, а также недвижимость), авиакомпании Air Macau (14 %), Международном аэропорту Макао (33 %), башне Macau Tower, комплексе Macau Golf and Country Club, ипподроме Macau Jockey Club, арене для собачьих бегов Canidrome, отеле Mandarin Oriental Macau, жилом и гостиничном комплексе One Central, контейнерном порту, мостах, которые соединяют полуостров с островами и аэропортом, ресторанах, ряде банков и универмагов Макао. Группа STDM является крупнейшим работодателем Макао и контролирует до 40 % ВВП Макао.